# Alien 3
Alien 3 (estilizado Alien³; Brasil: Alien 3; Portugal/PALOP: Alien 3 - A Desforra) é um filme estadunidense de 1992, dos gêneros ficção científica e terror, dirigido por David Fincher. É o terceiro filme da série Alien.
Situado logo após os eventos de Aliens, Ripley e um organismo Alien são os únicos sobreviventes do acidente da nave espacial Solaco da Marinha Colonil em um planeta que abriga uma colônia penal habitada por homens violentos. Papéis adicionais são interpretados por Charles Dance, Brian Glover, Charles S. Dutton, Ralph Brown, Paul McGann, Danny Webb, Lance Henriksen, Holt McCallany, Pete Postlethwaite e Danielle Edmond.
O filme enfrentou problemas durante a produção, incluindo filmagens sem roteiro, com vários roteiristas e diretores. Fincher, em sua estreia na direção de longas-metragens, foi trazido para dirigir depois que uma versão proposta com Vincent Ward como diretor foi cancelada durante a pré-produção.
Alien 3 foi lançado em 22 de maio de 1992. Apesar de ter um desempenho inferior nas bilheterias americanas, ganhou mais de US$ 100 milhões fora da América do Norte. O filme recebeu críticas mistas e foi considerado inferior às parcelas anteriores. Desde então, Fincher repudiou o filme, culpando a interferência do estúdio e os prazos. Foi indicado ao Óscar de Melhor Efeitos Visuais, sete Saturn Awards (Melhor Filme de Ficção Científica, Melhor Atriz para Weaver, Melhor Ator Coadjuvante para Dutton, Melhor Direção para Fincher e Melhor Roteiro para Giler, Hill e Ferguson), um Prêmio Hugo de Melhor Apresentação Dramática, e um MTV Movie Award de Melhor Sequência de Ação. Em 2003, uma versão revisada do filme conhecida como Assembly Cut foi lançada sem o envolvimento de Fincher e recebeu uma recepção mais calorosa.
Uma sequência, Alien Resurrection, foi lançada em 1997, com Weaver reprisando seu papel de Ripley no filme.

## Enredo
Em 2179 um facehugger causa um incêndio a bordo da espaçonave Sulaco. O computador lança uma cápsula de fuga contendo Ellen Ripley, a jovem Newt, Hicks e o androide Bishop, que estão em hibernação em criotubos, com uma varredura da tripulação mostrando um facehugger  preso a um tripulante. A cápsula cai em Fury 161, uma colônia penal habitada por presos do sexo masculino com a síndrome do cromossomo Y duplo, uma mutação genética que dá ao indivíduo afetado uma predisposição para o comportamento anti-social brutal, como estupro e assassinato. Os presos recuperam o casulo acidentado e seus passageiros. O mesmo facehugger é visto se aproximando do cachorro do prisioneiro Murphy, Spike.
Ripley é despertada por Clemens, o médico da prisão, que informa que ela é a única sobrevivente.  Ela é alertada pelo diretor da prisão, Harold Andrews, de que sua presença pode ter efeitos perturbadores nos prisioneiros. Ripley insiste que Clemens realize uma autópsia em Newt, temendo que Newt possa estar carregando um embrião Alien. Apesar dos protestos do diretor e de seu assistente Aaron, a autópsia é realizada e nenhum embrião é encontrado. Os corpos de Newt e Hicks são cremados.
Em outra parte da prisão, um Alien quadrúpede explode de Spike. Crescendo para o tamanho normal, o Alien mata Murphy, Boggs e Rains e retorna o prisioneiro Golic ao seu estado anteriormente psicopata, Golic nomeia o Alien "Dragon". Ripley encontra Bishop  no depósito de lixo da prisão. Assim que ela está deixando a área, ela é encurralada por quatro presos e atacada, mas o líder Dillon intervém e bate nos outros com um pé de cabra e Ripley dá um soco no último homem. Ripley retorna para a enfermaria e re-ativa Bishop, que confirma que um facehugger veio com eles para Fury 161 no pod de fuga. Ripley informa Andrews de seu encontro anterior com os xenomorfos  e sugere que todos trabalhem juntos para caçá-lo e matá-lo. O altamente cético Andrews não acredita em sua história e explica que, mesmo que estivesse ouvindo a verdade, a instalação não tem armas; sua única esperança é que uma nave de resgate seja enviado pela Weyland-Yutani Corporation.
O Alien embosca Ripley e Clemens na enfermaria da prisão, matando-o e ameaçando Ripley, mas depois misteriosamente a poupa e recua.  Ripley então corre para o refeitório para avisar os outros. Andrews ordena que Aaron a leve de volta à enfermaria, mas o próprio guarda é arrastado para as aberturas e morto pelo Alien. Ripley reúne os detentos e propõe que eles despejem resíduos tóxicos inflamáveis no sistema de ventilação e os inflamam para expulsar o extraterrestre. No entanto, a sua intervenção provoca uma explosão prematura e vários presos são mortos. Com a ajuda de Aaron, Ripley faz uma varredura usando o equipamento médico da nave de escape e descobre o embrião de uma rainha xenomorfa crescendo dentro dela. Ela também descobre que Weyland-Yutani planeja transformar os Aliens em armas biológicas.
Deduzindo que o Alien não vai matá-la por causa do embrião que ela carrega, Ripley implora que Dillon a mate; ele concorda apenas se ela ajudar os presos a matarem o Alien primeiro. Eles formam um plano para atrair o Alien para a instalação de fundição, prendê-lo por meio de uma série de portas de fechamento e afundá-lo em chumbo derretido. O plano de isca e perseguição resulta na morte de todos os prisioneiros restantes, exceto Dillon e Morse. Dillon permanece no molde como ele se permite ser morto pelo Alien como Morse derrama o chumbo fundido sobre eles. Embora o alien esteja coberto de metal derretido, ele escapa do molde, mas Ripley ativa os sprinklers de incêndio, fazendo com que seu exoesqueleto de metal fundido resfrie rapidamente e se quebre, matando-o.
A equipe de comando Weyland-Yutani chega, incluindo um homem que parece idêntico ao androide Bishop, que explica que ele é o criador de Bishop. Ele tenta persuadir Ripley a se submeter à cirurgia para remover o embrião da rainha, que ele falsamente alega que será destruído, mas que na realidade seria usado como uma arma biológica. Ripley se recusa e volta para uma plataforma móvel, que Morse posiciona sobre o forno. A equipe Weyland-Yutani atira Morse na perna em um esforço tardio para detê-lo; Aaron bate em Bishop e foge. Os cientistas então atiram em Aaron, matando-o. Ignorando os apelos de Bishop para lhes dar o embrião, Ripley se joga na fornalha enquanto a pequena rainha sai de seu peito. Ripley agarra o filhote para impedir que ele escape quando ambos caem no forno. A instalação está fechada e Morse, o único sobrevivente, é levado embora, enquanto a gravação de Ripley do primeiro filme é tocada pela última vez no EEV.

## Elenco
- Sigourney Weaver como Ellen Ripley: Depois de confrontos com o Xenomorfo no reboque comercial Nostromo, onde foi oficial, e no planeta LV-426, servindo como conselheira civil do Corpo de Fuzileiros Navais dos Estados Unidos, Ripley se vê no planeta prisão Fiorina 'Fury' 161 depois de um incêndio em sua nave, que no pouso forçado a fez a única sobrevivente.
- Charles Dance como Jonathan Clemens: Um funcionário da Corporação Weyland-Yutani e ex-detento da Unidade Correcional de Classe 161 da Fiorina "Fury", onde agora atua como médico.
- Charles S. Dutton como Leonard Dillon: Um prisioneiro da unidade de trabalho correcional de Fiorina "Fury" 161 Classe C, um dos vários que ficaram para trás depois que a instalação foi oficialmente fechada por Weyland-Yutani. Dillon atua como pastor na prisão, liderando os prisioneiros em orações.
- Paul McGann como Walter Golic: Um prisioneiro na Unidade de Trabalho Correcional Classe "Fury" 161 Classe C.
- Pete Postlethwaite como David Postlethwaite: Um prisioneiro da unidade de trabalho correccional de Fiorina "Fury" 161 Classe C.
- Brian Glover com Superintendente  Harold Andrews: Um funcionário da Corporação Weyland-Yutani e o diretor do Fiorina "Fury" 161.
- Ralph Brown como Francis Aaron: Um funcionário da Corporação Weyland-Yutani e guarda de Fury 161, apelidado "85" por conta de seu QI.
- Danny Webb como Robert Morse: Um prisioneiro na Unidade de Trabalho Correcional de Fiorina "Fury" da Classe 161.
- Christopher John Fields como Daniel Rains: Um prisioneiro da unidade de trabalho correcional de Fiorina "Fury" 161 Classe C, um dos vários que ficaram para trás depois que a instalação foi oficialmente fechada por Weyland-Yutani.
- Holt McCallany como Ted Gillas: Mais conhecido como "Junior", era um prisioneiro da Unidade de Trabalho Correcional de Classe C Fiorina "Fury" 161.
- Lance Henriksen como Bishop e Michael Bishop: Um andróide que assim como Ripley sobreviveu aos incidentes em LV-426 mas altamente danificado após o pouso forçado em Fury-161, pede a ela para ser desligado; e um funcionário da Corporação Weyland-Yutani que projetou a série epônima de andróides, moldado á sua própria imagem.
- Tom Woodruff Jr. (não creditado) como o Alien: Uma espécie extraterrestre endoparasitóide altamente agressiva, que nesse filme nasce após impregnar um animal (um Rottweiler na versão para cinema, um touro na versão extendida).

## Desenvolvimento
Com o sucesso de Aliens, a 20th Century Fox abordou a Brandywine Productions sobre outras sequências. Mas a Brandywine não estava muito entusiasmada com um projeto de Alien 3, com o produtor David Giler mais tarde explicando que ele e seus parceiros Walter Hill e Gordon Carroll queriam tomar novas direções, pois "não faríamos um reaquecimento de um a dois". O trio optou por explorar a duplicidade da Weyland-Yutani Corporation, e por que eles pretendiam usar os Aliens como armas biológicas. Vários conceitos foram discutidos, finalmente se estabelecendo em uma história de duas partes, com o tratamento para o terceiro filme, apresentando "a secreta corporação Weyland-Yutani, enfrentando uma cultura militarmente agressiva de humanos cuja rígida ideologia socialista os fez se separar da sociedade da Terra" " O cabo Hicks, personagem de Michael Biehn seria promovido a protagonista no terceiro filme, com a personagem de Sigourney Weaver, Ellen Ripley, reduzida a uma aparição antes de retornar no quarto filme, "uma batalha épica com guerreiros Aliens produzidos em massa pelos terráqueos expatriados". Weaver gostou da metáfora da Guerra Fria e concordou com um papel menor, principalmente devido a uma insatisfação com Fox, que removeu cenas cruciais de Alienspara a história de Ripley.
Embora a 20th Century Fox fosse cética em relação à ideia, eles concordaram em financiar o desenvolvimento da história, mas pediram que Hill e Giler tentassem convencer Ridley Scott, diretor da Alien, a fazer a Alien 3. Eles também pediram que os dois filmes fossem filmados consecutivamente para diminuir os custos de produção. Enquanto Scott estava interessado em retornar à franquia, não deu certo devido à agenda lotada do diretor.

### 1987–1989
Em setembro de 1987, Giler e Hill procuraram o escritor cyberpunk William Gibson para escrever o roteiro do terceiro filme. Gibson, que disse aos produtores que sua escrita foi influenciada por Alien, aceitou a tarefa. Receoso de uma greve iminente pelo Writers Guild of America, Brandywine pediu a Gibson que entregasse um roteiro até dezembro. Gibson se baseou fortemente no tratamento de Giler e Hill, tendo um forte interesse no elemento "império espacial marxista". No ano seguinte, o diretor finlandês Renny Harlin foi abordado pela Fox com base em seu trabalho em A Nightmare on Elm Street 4: The Dream Master. Harlin queria ir em direções diferentes dos dois primeiros filmes, tendo interesse em visitar o mundo natal dos Aliens ou fazer com que os Aliens invadissem a Terra.
O roteiro de Gibson foi zombeteiramente resumido por ele como "Comunistas espaciais equestram ovos Aliens - grande problema no Mallworld". A história seria contada após Aliens, com a Sulacoentrando em uma área reivindicada pela "União dos Povos Progressistas". A nave é abordado por pessoas da U.P.P., que são atacadas por um facehugger escondido nas entranhas do corpo mutilado de Bishop. Os soldados explodem o facehugger no espaço e levam Bishop com eles para um estudo mais aprofundado. A Sulaco chega então a um híbrido de estação espacial e shopping chamado Anchorpoint. Com Ripley em coma, Hicks explora a estação e descobre que a Weyland-Yutani está desenvolvendo um exército Alien. Enquanto isso, a U.P.P. estão fazendo suas próprias pesquisas, o que os levou a reparar Bishop. Eventualmente, as estações Anchorpoint e U.P.P são invadidas pelos Aliens, e Hicks deve se unir aos sobreviventes para destruir os parasitas. O filme termina com um teaser para o quarto filme, onde Bishop sugere a Hicks que os humanos estejam unidos contra um inimigo comum, e eles devem rastrear os Aliens até sua fonte e destruí-los. O roteiro foi bastante orientado para a ação, apresentando um elenco estendido, e é considerado em alguns círculos superior ao filme final e tem um número considerável de seguidores na Internet. Os produtores estavam no geral insatisfeitos com o roteiro, que Giler descreveu como "um roteiro perfeitamente executado que não era tão interessante" , principalmente por não tomar novas direções com o argumento inicial. Eles ainda gostavam de certas partes, como o subtexto que fazia do Alien uma metáfora do HIV, mas sentiam falta do elemento humano presente em Aliens e a estética cyberpunk de Gibson. Após o final da greve da WGA, Gibson foi convidado a reescrever com Harlin, mas recusou, citando vários outros compromissos e "arrastando os pés por parte dos produtores". Em 12 de julho de 2018, foi anunciado que  o roteiro não desenvolvido de Gibson para Alien 3 seria adaptado para uma série de quadrinhos. Como parte do 40º aniversário de Alien, em 30 de maio de 2019, a versão em áudio-livro do roteiro não produzido de William Gibson, Alien 3, foi lançada e disponibilizada no Audible.
Após a partida de Gibson, Harlin sugeriu o roteirista Eric Red, escritor dos filmes de terror cult The Hitcher e Near Dark. Red trabalhou menos de dois meses para entregar seu rascunho em fevereiro de 1989,, o que o levou a descrever mais tarde seu trabalho em Alien 3 como "o único script que ele renega completamente porque não era o meu roteiro. Foi o produto apressado de muitas conferências de histórias e interferência, sem tempo para escrever, e resultou em uma porcaria total." Sua abordagem teve um conjunto completamente novo de personagense subtramas, ao mesmo tempo em que introduziu novas raças do Alien. A trama começou com uma equipe de fuzileiros navais das Forças Especiais embarcando na Sulaco e descobrindo que todos os sobreviventes haviam sido vítimas dos Aliens. Posteriormente, mudou-se para uma cidade pequena dos Estados Unidos em uma espécie de bio-cúpula no espaço, culminando em uma batalha total com o povo da cidade enfrentando hordas de guerreiros Aliens. Brandywine rejeitou o roteiro de Red por desviar muito da história e acabou desistindo de desenvolver duas sequências simultaneamente. O escritor David Twohy foi o próximo a trabalhar no projeto, sendo instruído a começar com o roteiro de Gibson. Uma vez que a queda do comunismo ultrapassou as analogias da Guerra Fria, Twohy mudou seu cenário para um planeta prisional, que estava sendo usado para experimentos ilegais com Aliens para uma divisão de Guerra Biológica. Harlin achou que essa abordagem era muito semelhante aos filmes anteriores e, cansado do inferno do desenvolvimento, abandonou o projeto, que levou a Fox a oferecer a The Adventures of Ford Fairlane.
O roteiro de Twohy foi entregue ao presidente da Fox, Joe Roth, que não gostou da ideia de remover Ripley, declarando que "Sigourney Weaver é a peça central da série" e Ripley era "realmente a única guerreira que temos em nossa mitologia cinematográfica". Weaver foi então chamada, com um salário de US$ 5 milhões, mais uma parcela dos recebimentos das bilheterias. Ela também pediu que a história fosse adequadamente impressionante, original e não dependesse de armas. Twohy começou a escrever Ripley em seu roteiro.

### Começo com Vincent Ward
Depois que Hill assistiu a uma exibição de The Navigator: A Medieval Odyssey, ele decidiu convidar seu diretor, Vincent Ward. Ward, que estava em Londres desenvolvendo Map of the Human Heart  só aceitou o projeto na terceira chamada, pois, a princípio, não estava interessado em fazer uma sequência. Ward pensou pouco sobre o roteiro de Twohy e, em vez disso, desenvolveu outra ideia, envolvendo o pouso de Ripley em um satélite semelhante a um mosteiro. Tendo desenvolvido esse argumento em seu voo para Los Angeles, uma vez que Ward se encontrou com os executivos do estúdio, ele viu sua ideia ser aprovada pelo estúdio. Ward foi contratado para dirigir Alien 3, e o escritor John Fasano foi contratado para expandir sua história em um roteiro. Uma vez que Twohy descobriu através de um amigo jornalista que outro roteiro estava sendo escrito simultaneamente ao dele, ele foi atrás de Fox e acabou saindo do projeto.
Ward imaginou um planeta cujo interior era de madeira e de design arcaico, onde monges como os luditas se refugiavam. A história começa com um monge que vê uma "estrela no Oriente" (cápsula de fuga de Ripley) e, a princípio, acredita que este seja um bom presságio. Após a chegada de Ripley, e com sugestões crescentes da presença dos alienígenas, os habitantes dos monges acreditam que seja algum tipo de julgamento religioso por seus delitos, punível com a criatura que os assombra. Por ter uma mulher em seu mosteiro, eles se perguntam se o julgamento é parcialmente causado por tentação sexual, já que Ripley é a única mulher a pertencer à comunidade masculina em dez anos. Para evitar essa crença e (esperançosamente) a realidade muito mais sombria do que ela trouxe com ela, os monges do "satélite de madeira" prendem Ripley em um esgoto semelhante a uma masmorra e ignoram seus conselhos sobre a verdadeira natureza da besta. Os monges acreditam que o estrangeiro é de fato o diabo. Principalmente, porém, essa história era sobre a busca da alma de Ripley complicada pela propagação do Alien dentro dela e ainda mais dificultada por suas tentativas amplamente solitárias de derrotá-la. Eventualmente, Ripley decide se sacrificar para matar o Alien. Fox pediu um final alternativo no qual Ripley sobreviveu, mas Weaver só concordaria com o filme se Ripley morresse.
A revista Empire descreveu o conceito de "Planeta de Madeira" de Ward como "inegavelmente atraente - seria visualmente atraente e, no mínimo, poderia ter causado algumas sequências de ação surpreendentes". No mesmo artigo, Norman Reynolds - Designer de Produção contratado originalmente por Ward - lembra-se de uma ideia inicial de design para "um poço de madeira da biblioteca. Você olhou os livros nessa plataforma de madeira que subiam e desciam". 'Imagine o tipo de sequência de risco vertical que poderia ter sido encenada aqui - o Alien escalando essas estantes impossivelmente altas enquanto monges desesperados trabalham na plataforma'.: Sigourney Weaver descreveu o conceito geral de Ward como "muito original e atraente". O ex-jornalista do Times, David Hughes, incluiu a versão de Alien 3 de Ward no seu livro Greatest Sci-Fi Movies Never Made ("Os Maiores Filmes de Ficção Científica Nunca Feitos").
No entanto, o conceito não era um consenso entre a equipe de produção. Os produtores da Brandywine discutiram os problemas lógicos de criar e manter um planeta de madeira no espaço. Ward conseguiu dissuadir os produtores de sua ideia de transformar o planeta em uma refinaria de minério e os monges em prisioneiros, mas eventualmente Fox pediu uma reunião com o diretor, impondo uma lista de mudanças a serem feitas. Recusando-se a fazê-lo, Ward foi demitido. A trama principal do filme finalizado ainda segue a estrutura básica de Ward.

#### Roteiro de Walter Hill e David Giler
Hill e Giler fizeram um primeiro rascunho tentando aprimorar a estrutura da história do roteiro de Fasano e, sentindo-se esgotados de forma criativa, contrataram Larry Ferguson como "médico do roteiro". O trabalho de Ferguson não foi bem recebido na produção, principalmente por Sigourney Weaver, que sentiu que Ferguson fazia Ripley parecer um "professor de ginástica irritado". Pouco tempo antes do início das filmagens, os produtores Walter Hill e David Giler assumiram o controle do roteiro, fundindo aspectos do roteiro de Ward/Fasano com o roteiro anterior do planeta da prisão de Twohy para criar a base do filme final. Sigourney Weaver também tinha uma cláusula escrita em seu contrato, declarando que o rascunho final deveria ser escrito por Hill e Giler, acreditando que eles eram os únicos escritores (além de James Cameron) a escreverem efetivamente o personagem de Ripley. Fox procurou o diretor de videoclipes David Fincher para substituir Ward. Fincher fez um trabalho adicional no roteiro com o autor Rex Pickett, e apesar de Pickett ser demitido e Hill e Giler redigindo o rascunho final do roteiro, ele revisou a maior parte do trabalho realizado pelos autores anteriores. Fincher queria que Gary Oldman estrelasse o filme, mas a dupla "não conseguiu resolver".

## Principais prêmios e indicações
Oscar 1993 (Estados Unidos)
- Indicado na categoria de melhor efeitos visuais.

BAFTA 1993 (Reino Unido)
- Indicado na categoria de melhores efeitos especiais.

## Adaptações
Uma romantização do filme foi escrita por Alan Dean Foster. Sua adaptação inclui muitas cenas que foram cortadas do filme final, algumas das quais mais tarde reapareceram na"Assembly Cut". Foster queria que sua adaptação fosse diferente do roteiro do filme, que ele não gostava, mas Walter Hill declarou que não deveria alterar o enredo. Foster comentou mais tarde: "Então foram as minhas motivações cuidadosamente construídas para todos os principais prisioneiros, preservando a vida de Newt (a morte dela no filme é uma obscenidade) e muito mais. Amargurada por essa experiência, foi por isso que rejeitei Alien Resurrection.
A Dark Horse Comics também lançou uma adaptação em quadrinhos de três edições do filme.
O videogame oficial licenciado foi desenvolvido pela Probe Entertainment e lançado para vários formatos pela Acclaim, LJN e Virgin Games, incluindo Amiga, Commodore 64, Nintendo Entertainment System, Super Nintendo, Mega Drive e Master System. Em vez de ser uma adaptação fiel do filme, ele assumiu a forma de um jogo de ação de plataforma básico, onde o jogador controlava Ripley usando as armas do filme Aliens em um ambiente verde-escuro. A versão Game Boy, desenvolvida pela Bits Studios, era diferente do jogo de console, sendo um jogo de aventura de cima para baixo. A Sega também desenvolveu um arcade rail shooter baseado nos eventos do filme, Alien 3: The Gun, lançado em 1993.
Uma série de desenhos animados intitulada Operation: Aliens foi concebida pela Fox para coincidir com o lançamento do filme, mas foi abandonada. A animação do episódio piloto foi realizada por um estúdio de animação coreano. As imagens nunca vieram à tona, mas as imagens vazaram online. Algum merchandising também foi lançado.

### Alien 3 de William Gbson
Entre 2018 e 2019, Dark Horse lançou William Gibson's Alien 3, uma adaptação em quadrinhos de cinco partes da versão não produzida do roteiro de Gibson, ilustrada e adaptada por Johnnie Christmas, colorida por Tamra Bonvillain.
Em 2019, a Audible lançou um audio drama do roteiro de Gibson, adaptado por Dirk Maggs e com Michael Biehn e Lance Henriksen reprisando seus papéis.

## Mídia doméstica
O Alien 3 foi lançado em vários formatos e pacotes de home video ao longo dos anos. O primeiro deles foi em VHS e LaserDisc, e vários lançamentos subsequentes foram vendidos tanto individualmente quanto em caixas ao longo dos anos 90. Um box de  VHS intitulado The Alien Trilogy, contendo Alien 3 junto com Alien e Aliens, foi lançado em maletas de transporte em formato de facehugger, e incluiu algumas das cenas excluídas das edições LaserDisc. Quando Alien Resurrection estreou nos cinemas em 1997, outro conjunto dos três primeiros filmes foi lançado intitulado The Alien Saga, que incluía uma fita intitulada Making of Alien Resurrection. Poucos meses depois, este box foi relançado com o filme Alien Resurrection tomando o lugar do making of do vídeo. Em 1999, Alien 3 foi lançado em DVD, individualmente e embalado com os outros três filmes de Alien no box  The Alien Legacy. Este conjunto também foi lançado em uma versão VHS e seria o último lançamento em VHS do filme. Em 2003, Alien 3 seria incluído no box Alien Quadrilogy de 9 discos, que continha duas versões do filme (veja abaixo). Os três primeiros filmes também foram posteriormente compilados como Alien Triple Pack (este lançamento foi idêntico ao de Alien Legacy de 1999, mas excluindo Alien Resurrection). Alien 3 foi lançado pela primeira vez em Blu-ray em 2010, como parte do conjunto de seis discos de Alien Anthology, que incluía todos os recursos do box DVD Alien Quadrilogy e muito mais. O filme também foi lançado como um único Blu-ray em 2011.
O disco bônus de Alien 3 em Quadrilogy de 2003 inclui um documentário da produção do filme, que carece da participação de Fincher como clipes em que o diretor expressa abertamente raiva e frustração com o estúdio foram cortados. O documentário foi originalmente chamado de Wreckage and Rape, após uma das faixas da trilha sonora de Goldenthal, mas a Fox o renomeou simplesmente como The Making of Alien 3. Esses clipes foram restaurados para o lançamento em Blu-ray de 2010 do box  Anthology, com o documentário integral tendo um versão ligeiramente alterada do nome pretendido, Wreckage and Rage.

### Assembly Cut
Uma versão alternativa de Alien 3 (oficialmente intitulada "Assembly Cut"), que incluiu 37 minutos e 12 segundos de imagens novas e alternativas, foi lançada no box Alien Quadrilogy de 9 discos, lançado em 2003, e mais tarde na Alien Anthology Blu-ray de 2010. As filmagens estendidas e alternativas do filme incluem elementos-chave alternativos, filmagens estendidas e cenas excluídas. O diretor David Fincher foi o único diretor da franquia que se recusou a participar dos lançamentos.
O "Assembly Cut" tem vários elementos-chave da trama que diferem do lançamento teatral, e o filme ganhou subseqüentemente uma espécie de culto, sendo elogiado como um trabalho de vanguarda de realismo depressivo no cinema.
 
alternativas